# Waiting for My Rocket to Come
Waiting for My Rocket to Come ist das Debütalbum des US-amerikanischen Singer-Songwriters und Musikers Jason Mraz.

## Hintergrund
Das Album wurde am 15. Oktober 2002 veröffentlicht und erlangte besonders durch die eingängige Debütsingle The Remedy (I Won’t Worry) breites Interesse. Die dritte Single You And I Both brachte ebenfalls eine beträchtliche Anzahl an Radioplays in den USA ein und machte das Album weiterhin bekannt. Im Mai 2005 erhielt das Album Platin und landete auf Platz 5 der amerikanischen Billboard 200. Markant für das Album ist das Gitarrenspiel von Jason Mraz, das Hörer wie Kritiker gleich zu begeistern weiß.
Die erste Single-Auskopplung The Remedy (I Won't Worry) erzählt von einem Freund von Jason Mraz, der an Krebs erkrankte und wie diese Erfahrung seine Einstellung zum Leben veränderte. Die Zeile "I'm just a curbside prophet, with my hand in my pocket, and I'm waiting for my rocket to come" aus der zweiten Single-Auskopplung Curbside Prophet wird von vielen als Anspielung auf Masturbation interpretiert. Das Album bekam in den Vereinigten Staaten den Platinstatus verliehen. Weltweit wurden etwa 500.000 Exemplare verkauft.

## Titelliste
1. You and I Both (Jason Mraz) – 3:39
2. I’ll Do Anything (Jason Mraz, zusätzliche Lyrics Billy "Bushwalla" Galewood) – 3:11
3. The Remedy (I Won’t Worry) (Jason Mraz, Laury Christy, Scott Spock, Graham Edwards) – 4:16
4. Who Needs Shelter (Jason Mraz, Chris Keup, zusätzliche Lyrics Eric Schermerhorn) – 3:12
5. Curbside Prophet (Jason Mraz, zusätzliche Lyrics Billy "Bushwalla" Galewood, Christina Ruffalo) – 3:34
6. Sleep All Day (Jason Mraz) – 4:56
7. Too Much Food (Jason Mraz) – 3:41
8. Absolutely Zero (Jason Mraz) – 5:39
9. On Love, In Sadness (Jason Mraz, Jenny Keene) – 3:28
10. No Stopping Us (Jason Mraz) – 3:18
11. The Boy’s Gone (Jason Mraz) – 4:15
12. Tonight, Not Again (Jason Mraz, Jenny Keene) – 4:49

## Besetzung
- Jason Mraz – Akustikgitarre, Gesang, Backing Vocal
- Toca Rivera – Djembé, Tamburin, Backing Vocal
- John Alagía – E-Gitarre, Hammond-Orgel, Tambourin, Wurlitzer
- Michael Andrews – Akustikgitarre, Banjo, Celesta, E-Gitarre, Ukulele, Mellotron, Hawaii-Gitarre
- Greg Kurstin – Orgel, Synthesizer, Klavier, Elektronisches Piano, Clavinet, Fender Rhodes
- Shane Endsley – Trompete
- Stewart Myers – E-Bass
- Julie "Hesta Prynn" Potash – Backing Vocal
- Scot Ray – Posaune
- Brian Jones – Schlagzeug

## Produktion
- Produzent: John Alagía
- Tontechniker: Jeff Juliano
- Mixing: John Alagía, Jeff Juliano
- Mastering: Ted Jensen
- A&R: Josh Deutsch
- Tracking: John Alagía
- Product manager: Dane Venable
- Bläser Arrangement: Michael Andrews
- Design: Robert Fisher
- Fotografie: Alison Dyer
- Stylist: Brandy St. John
- Unterstützender Songwriter: Chris Keup

## Kommerzieller Erfolg

### Chartplatzierungen
| ChartsChartplatzierungen       | Höchstplatzierung | Wochen |
| ------------------------------ | ----------------- | ------ |
| Vereinigte Staaten (Billboard) | 55 (56 Wo.)       | 56     |

| ChartsJahrescharts (2003)      | Platzierung |
| ------------------------------ | ----------- |
| Vereinigte Staaten (Billboard) | 150         |

### Auszeichnungen für Musikverkäufe
| Land/Region               | Auszeichnungen für Musikverkäufe (Land/Region, Auszeichnung, Verkäufe) | Verkäufe  |
| ------------------------- | ---------------------------------------------------------------------- | --------- |
| Vereinigte Staaten (RIAA) | Platin                                                                 | 1.000.000 |
| Insgesamt                 | 1× Platin ·                                                            | 1.000.000 |